# Giancarlo Dellagiovanna
Giancarlo Dellagiovanna (* 18. září 1961, Voghera) je italský římskokatolický duchovní, arcibiskup a diplomat.

## Život
Narodil se 18. září 1961 ve Vogheře.
Vstoupil do kněžského semináře. Pobýval v Almo Collegio Capranica v Římě. Věnoval se studiu kanonického práva a diplomacie na Papežské církevní akademii. Dne 5. června 1999 byl biskupem Martinem Canessou vysvěcen na kněze a inkardinován do diecéze Tortona. Dne 1. července 2005 vstoupil do diplomatických služeb Svatého stolce.
Působil na apoštolských nunciaturách v Mexiku, Dominikánské republice a Itálii. Následně přešel do Státního sekretariátu do sekce pro vztahy se státy, do Nizozemska a zpět do Státního sekretariátu. Dne 15. března 2025 jej papež František jmenoval apoštolským nunciem v Burkině Faso a titulárním arcibiskupem ze Sistroniany. Biskupské svěcení přijal 15. dubna z rukou kardinála Pietra Parolina a spolusvětiteli byli arcibiskup Fortunatus Nwachukwu a biskup Guido Marini.
Ovládá angličtinu, francouzštinu a španělštinu.